# 长格厚大蛤
长格厚大蛤（学名：Codakia tigerina），又名滿月蛤，是帘蛤目满月蛤科Codakia的一种。主要分布于南海、印度尼西亚、中国大陆、台湾，出现在潮间带至20米水深处，生活于浅海。